# شهرستان یانلینگ (هونان)
شهرستان یانلینگ (به انگلیسی: Yanling County) یک شهرستان در چین است که در ژانژو واقع شده‌است.